# ديفين
ديڤين (بالمجرية: Dévény)(بالألمانية: Theben) هي إحدى بلديات مدينة براتيسلاڤا عاصمة سلوڤاكيا، وتقع في منطقة براتيسلافا 4. كانت ديڤين في الأصل قرية مستقلة عند ملتقى نهري الدانوب وموراڤا، واحتفظت بطابعها الريفي، وهي اليوم واحدة من أصغر أحياء براتيسلاڤا من حيث عدد السكان. وهي موقع أثري مهم، إذ تحتوي على أطلال قلعة ديڤين، أحد أقدم القلاع في سلوڤاكيا حيث يُرجَّح أن أول ذكر للقلعة في المصادر المكتوبة كان عام 864م.
من الناحية الجغرافية، تقع ديڤين على سفوح تلال ديڤينسكا كوبيلا (Devínska Kobyla) بجوار بوابة ديڤين (Devín Gate)، وهي ممر ضيق على نهر الدانوب كان يُنظر إليه باعتباره البوابة الغربية لمملكة المجر. وهي توجد بالقرب من الحدود بين سلوڤاكيا والنمسا التي تمتد في منتصف نهري موراڤا والدانوب، والتي كانت تشكل في السابق جزءًا من الستار الحديدي الفاصل بين الكتلة الشرقية والكتلة الغربية.
كلمة ديڤين تنحدر من الكلمة السلوفاكية ديڤا (deva)، والتي تعني "فتاة" أو "صبيَّة".

## الموقع
تَحدُّ مدينة ديڤين من الجنوب والغرب دولة النمسا، ومن الشمال حي  ديڤينسكا نوڤا ڤيس (Devínska Nová Ves)، ومن الشرق بلدة دوبراڤكا (Dúbravka) ومن الجنوب الشرقي بلدة كارلوڤا فيس.

## التاريخ
بفضل موقعها الاستراتيجي عند التقاء نهري الدانوب وموراڤا، شكّل الجرف القريب مكانًا مثاليًا لبناء حصن. وقد سكن الموقع منذ العصر الحجري الحديث كما أن كل من القلط والرومان أقاموا حصونًا فيه.  وقد تم الادعاء بأن المدينة كانت عاصمة لإمبراطورية سامو (Samo's Empire) الغامضة في بدايات العصور الوسطى.
ذُكرت ديڤين لأول مرة في وثيقة من عام 1237م تحت اسم فيلا ثيبيين (Villa Thebyn). كانت في الأصل قرية صغيرة تابعة لقلعة ديڤين، ولكنها سرعان ما اكتسبت مكانة بلدة صغيرة في القرن الخامس عشر. 
في عام 1568م، انفصلت ديڤين عن مالكها السابق.
استوطن فيها الكروات الفارون من القوات العثمانية القادمين من الجنوب في القرن السادس عشر. 
أحرقت قوات نابليون القلعة التي كانت فوق القرية عام 1809م. 
وبسبب أن غالبية سكانها من الألمان، تم التنازل عن القرية لألمانيا بموجب اتفاقية ميونيخ عام 1938م. من أكتوبر 1938م إلى أبريل 1945م، كانت ديفين جزءًا من الرايخ الألماني الثالث (ألمانيا النازية)، وكانت جزءًا من النمسا السفلى.
في عام 1946م، أعيدت ديڤين إلى تشيكوسلوفاكيا وأصبحت جزءًا من براتيسلاڤا. وتم طرد السكان الألمان.
خلال الحرب الباردة كانت ديڤين تقع تمامًا داخل الستار الحديدي وكانت الضفاف الشمالية لنهري الدانوب وموراڤا مُحصنة بشكل كثيف. وقد أُزيلت التحصينات الحدودية بعد الثورة المخملية عام 1989م، وأصبح الوصول إلى ضفة النهر الآن متاحًا بحرية. 

## الخصائص
ديڤين هي جزء من مدينة براتيسلاڤا، ولكنها تختلف عن بقية المدينة بسبب طابعها الريفي. وباعتبارها مركزًا ترفيهيًا شهيرًا، فهي توفر قلعة أثرية قديمة تقع على منحدرٍ رائع، ومسارات للمشي لمسافات طويلة في المناطق الجبلية المحيطة بالقرية، وحدائق واسعة وكروم عنب، بالإضافة إلى فرص للمشي الهادئ على طول نهر الدانوب.
وترتبط ديڤين بوسط براتيسلاڤا بشبكة جيدة من الحافلات كجزء من نظام النقل العام المحلي. ويعمل معظم السكان في مناطق أخرى من براتيسلاڤا.
تتعرض مدينة ديڤين بشكل متكرر للفيضانات بسبب نهري موراڤا والدانوب، وكان أقوى فيضان شهدته في تاريخها الحديث في أغسطس 2002م.  تم اعتماد استخدام "شبكة واسعة النطاق"، ولا تزال النتائج قيد المتابعة لتحديد مدى فاعليتها.
تستضيف البلدة أقدم حدث منظم للجري في سلوفاكيا،  وهو سباق ديڤين-براتيسلافا الوطني، الذي يبلغ طوله حوالي 12 كيلومترًا ويقام كل عام بعد عيد الفصح.

## معرض الصور
|  |  |  |  |

|  |  |  |

## روابط خارجية
- الموقع الرسمي لبلدية ديڤين (بالسلوفاكية).